# Остров (Радогощинське сільське поселення)
Остров (рос. Остров) — присілок Бокситогорського району Ленінградської області Росії. Входить до складу Радогощинського сільського поселення.
Населення — 0 осіб (2012 рік). 